# Pallenoides stylirostrum
Pallenoides stylirostrum là một loài nhện biển trong họ Callipallenidae. Loài này thuộc chi Pallenoides. Pallenoides stylirostrum được miêu tả khoa học năm 1973 bởi Stock.